# Skákavka bělovlasá
Skákavka bělovlasá (Euophrys frontalis) je druh pavouka z čeledi skákavkovití a jediný zástupce rodu Euophrys vyskytující se na území České republiky.

## Popis
Samice dorůstají velikosti 3–5 mm, samci 2–3 mm. Hlavohruď samice je poměrně krátká a žlutavá s tmavšími okraji. Okolí očí je hnědé. Zadeček je světle žlutohnědý s hnědými nebo černými protáhlými skvrnami, které jsou uprostřed seskupeny do podélných proužků. Nohy jsou u samic žluté s tmavším ochlupením. U samců je hlavohruď variabilně hnědá, nad předníma očima světlejší. Přední oči jsou nápadně orámované oranžovými nebo červenými chloupky, hned nad nimi jsou chloupky zlatožluté. Zadeček je světle hnědý s příčnými tmavými klikatými linkami. První pár nohou a femury druhého páru jsou tmavé, tarzy prvního páru jsou bílé, ostatní jsou všechny nažloutlé. Z vnitřní strany makadel jsou svazečky dlouhých bílých chlupů, které při pohledu zepředu na živého samce v klidné poloze tvoří nápadné bílé V.
Kopulační orgány samic nelze odlišit od kopulačních orgánů druhu Euophrys herbigrada.

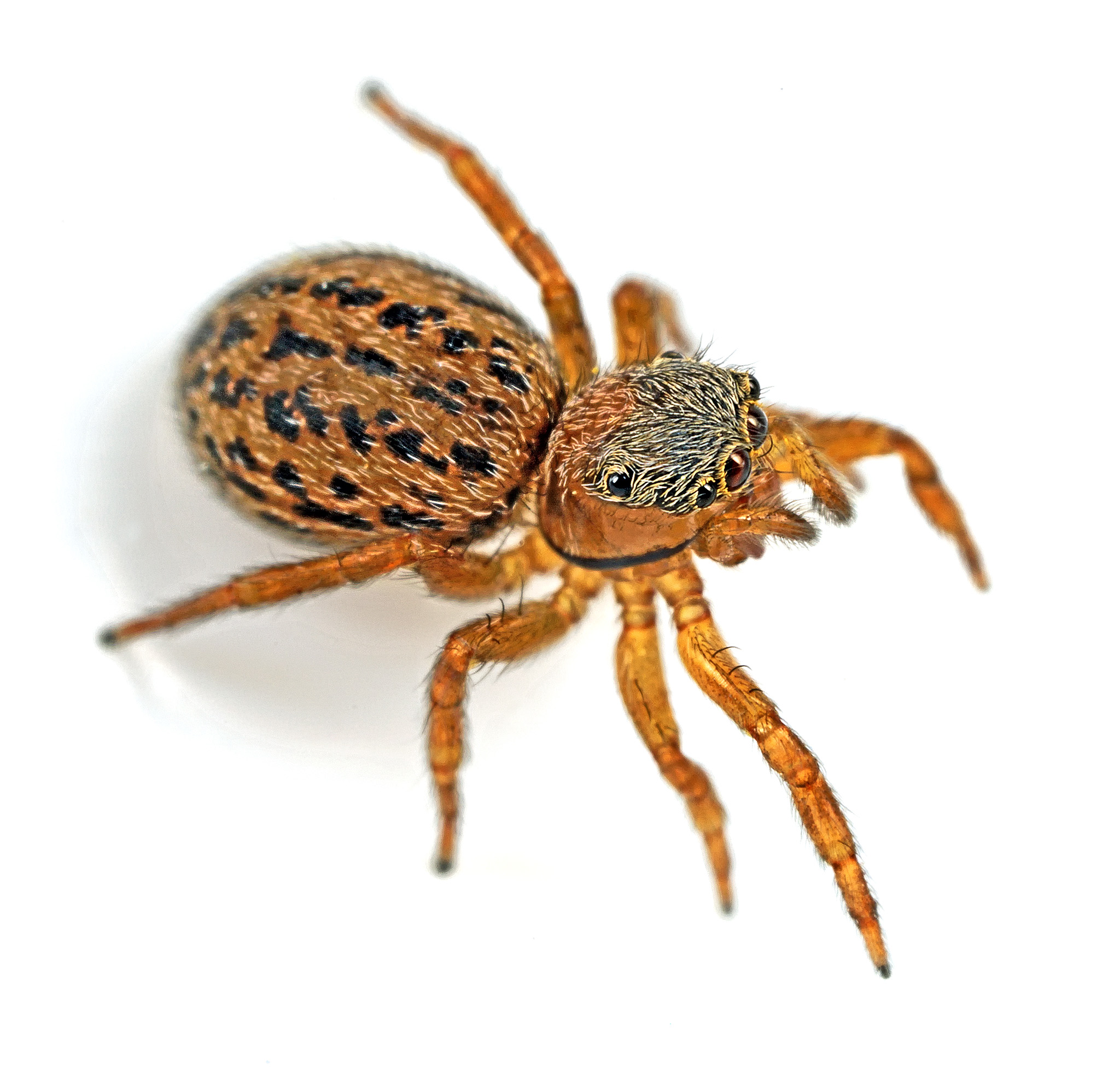
Samice skákavky bělovlasé

## Rozšíření
Jedná se o palearktický druh s výskytem i v severní Africe. V České republice je hojný.

## Způsob života
Běžně se vyskytuje od nížin do středních poloh, vzácně i ve vyšších polohách. Nemá přesně vymezenou niku stanoviště, obývá skalní stepi, rašeliniště, mýtiny i lesy a jejich okraje. Vyskytuje se na stromech, v nízké vegetaci, v mechu, detritu a pod kameny. Je aktivní ve dne. S dospělci se lze setkat od dubna do října, ale hlavně v květnu, červnu a červenci.
Samec v době páření předvádí svatební tanec, přičemž mává doširoka rozevřenýma předníma nohama a kontrastně zbarvenými makadly a klepe břichem do podkladu (což může být slyšitelné lidským uchem), aby upoutal pozornost samice. Samice hlídá kokon, ve kterém se nachází asi 20 vajíček.